# Altes Rathaus (Hoyerswerda)

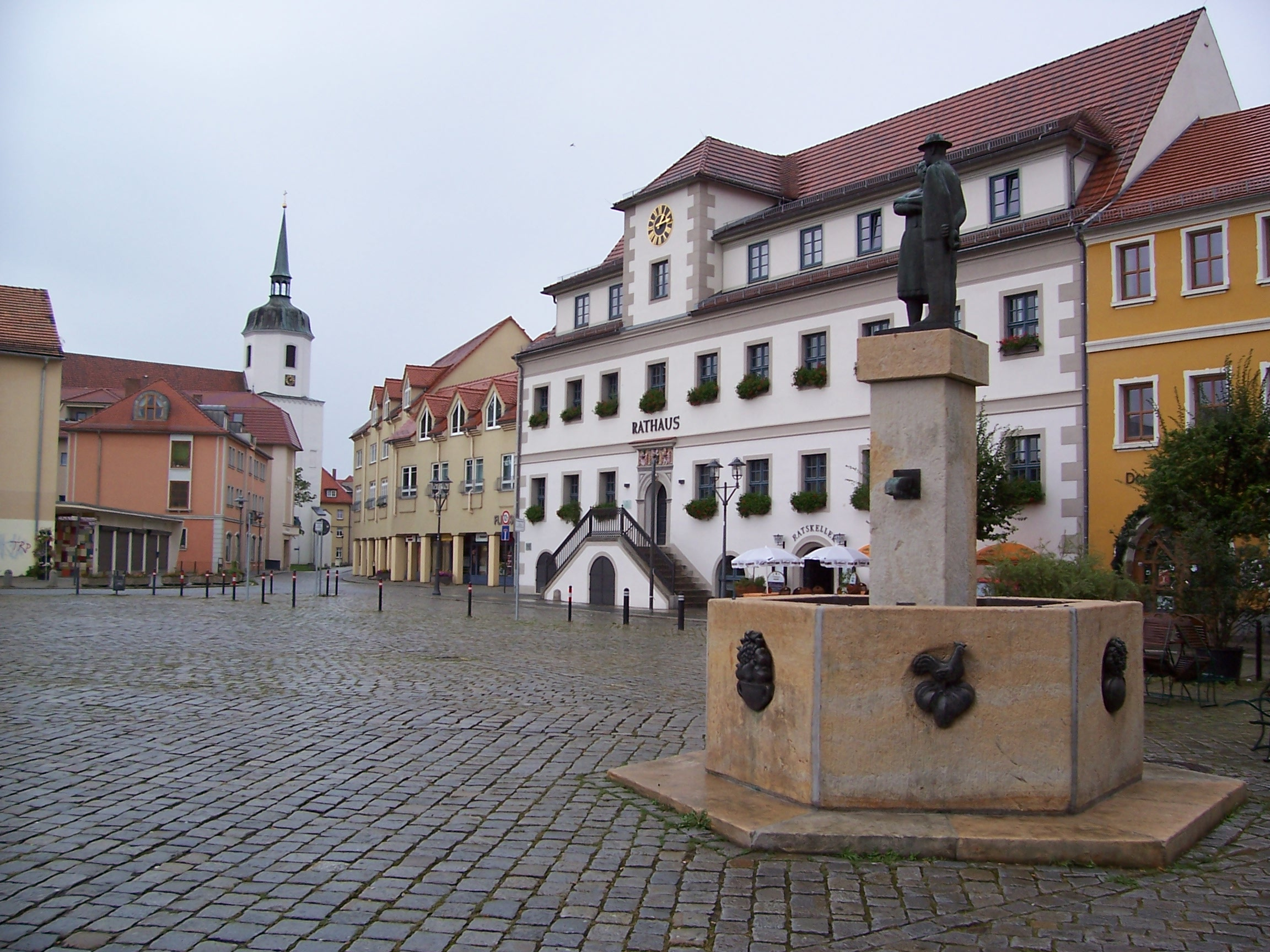
Marktplatz mit Altem Rathaus

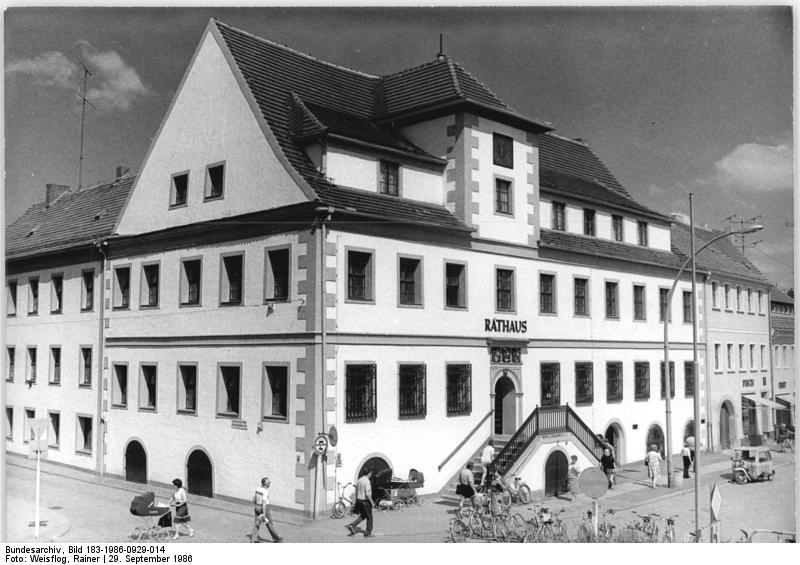
Rathaus 1986

Das Alte Rathaus Hoyerswerda ist ein historischer Rathausbau in der Altstadt von Hoyerswerda. Es wurde 1449 errichtet und 1680 nach mehreren Bränden restauriert. Heute steht es unter Denkmalschutz.

## Bau
Das Rathausgebäude besteht aus 3 Etagen und einem kleinen angedeuteten Türmchen in etwa in der Mitte. An diesem Türmchen befindet sich die Rathausuhr, dessen Zeiger mit Blattgold überzogen sind. Darunter befindet sich die Rathaustreppe.

## Heutige Nutzung
Als der Landkreis Hoyerswerda 1996 aufgelöst, und die Stadt kreisfrei wurde, war das Neue Rathaus leerstehend. Dieses bezog noch im selben Jahr die Stadtverwaltung. Seitdem tagen in den Alten Rathaus nur doch der Oberbürgermeister Stefan Skora sowie der Bürgermeister für Soziales und der Dezernent der Stadt. Der Lichthof wird für Ausstellungen genutzt und im Untergeschoss des Gebäudes befindet sich der Ratskeller mit einem Restaurant.